# Peter Nottet
Petrus Wilhelmus Frederikus „Peter“ Nottet (* 23. září 1944 Haag, Jižní Holandsko) je bývalý nizozemský rychlobruslař.
Na mezinárodní scéně se poprvé představil v roce 1964 na Mistrovství Evropy (22. místo) a na Zimních olympijských hrách (5000 m – 33. místo). V průběhu následujících let se na šampionátech výsledkově zlepšoval a objevil se i první desítce. Svého největšího úspěchu dosáhl na zimní olympiádě 1968, kde v závodě na 5000 m vybojoval bronzovou medaili. Kromě toho startoval i na ostatních tratích: 500 m – 30. místo, 1500 m – 9. místo, 10 000 m – 8. místo. V roce 1969 skončil čtvrtý na Mistrovství světa a osmý na Mistrovství Evropy, což byla jeho nejlepší umístění. Posledních šampionátů se zúčastnil v roce 1971, o dva roky později naposledy startoval na nizozemském mistrovství.